# Cordwainer Smith

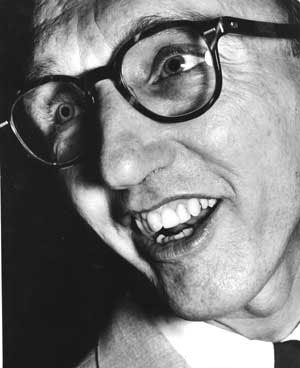
Cordwainer Smith 1953

Cordwainer Smith (eigentlich Paul Myron Anthony Linebarger; * 11. Juli 1913 in Milwaukee, Wisconsin, USA; † 6. August 1966 in Baltimore) war ein US-amerikanischer Science-Fiction-Autor. Von Beruf war er Politikwissenschaftler und politischer Berater. Unter seinem wirklichen Namen veröffentlichte er eine Reihe von Büchern über fernöstliche Politik und psychologische Kriegführung. Weitere von ihm verwendete Pseudonyme waren Felix C. Forrest, Carmichael Smith und Anthony Bearden.

## Leben
Linebarger war der Sohn eines pensionierten Richters und wuchs in Japan, China, Frankreich und Deutschland auf. Sein Taufpate war der chinesische Politiker Sun Yat-sen, der ihm den chinesischen Namen Lin-Bai Lo gab (‚Wald des strahlenden Glücks‘, von Linebarger selbst später in seinem Pseudonym „Felix C. Forrest“ wiederverwendet). Er promovierte als Dreiundzwanzigjähriger an der Johns Hopkins University in Politikwissenschaft und arbeitete für den Geheimdienst der US-Armee. Im Zweiten Weltkrieg arbeitete er in der psychologischen Kriegführung in Chongqing, später war er Mitarbeiter der CIA, beriet die britischen Truppen in Malaya und die US-amerikanischen Streitkräfte in Korea. Dem Beraterstab des US-Präsidenten John F. Kennedy gehörte er als Asienexperte an.
Paul Linebarger war ein Experte in südostasiatischer Politik; er hat mit Psychological Warfare ein Buch geschrieben, das auch heute noch als Standardwerk der psychologischen Kriegsführung gilt.
Linebarger benutzte das Pseudonym Cordwainer Smith für Science-Fiction-Arbeiten. Viele von Cordwainer Smiths’ Werken sind im sogenannten Universum der „Instrumentalität der Menschheit“ angesiedelt: In einer fernen Zukunft hat die Menschheit das Weltall erobert, und sowohl die Erde als auch alle anderen von Menschen bewohnten Planeten werden von einer allumfassenden, wohlmeinenden Regierung, der „Instrumentalität“, regiert. Diese versucht zunächst in utilitaristischer Weise einen stabilen Frieden zu wahren, der durch Eugenik, Unterdrückung aller Leidenschaften und die Versklavung der „Untermenschen“ (aus genmanipulierten Tieren gezüchteter Humanoiden, s. u.) erkauft ist. Erst mit der ausgerechnet von den „Untermenschen“ ausgehenden „Wiederentdeckung des Menschen“ findet die Instrumentalität zu dem neuen Ziel, die Gesellschaft zu ihren Wurzeln zurückzubringen, Unvollkommenheit nicht nur zuzulassen, sondern als substantielles Merkmal der Menschlichkeit zu würdigen und die alten Fehler wie Sklaverei oder Ausbeutung zu vermeiden. Die Erzählungen sind keiner klassischen Richtung der Science-Fiction zuzuordnen. Der an der christlichen Philosophie interessierte Leser kann viele Ideen und Themen wiedererkennen; gleichzeitig erinnert der Erzählstil an die chinesische Literatur.
Einige der bekannteren „Erfindungen“ Cordwainer Smiths sind der Planet Norstrilia, in dessen Halbwüsten gigantische (über 100 Tonnen schwere) mutierte Schafe ein Unsterblichkeitsserum liefern, der Strafplanet Shayol, auf dem verurteilten Verbrechern ständig Organe nachwachsen, die für Transplantationen geerntet werden, und die Untermenschen, die in Wirklichkeit Tiere sind, deren Wachstum bei der Befruchtung so manipuliert wurde, dass sie menschliche Gestalt annehmen. Diese zum Bedienen der Menschen gezogenen, rechtlosen Wesen kämpfen um ihre Menschenrechte.
2001 wurde die Cordwainer Smith Foundation gegründet. Sie vergibt jährlich bei der Readercon in Burlington, Massachusetts den Cordwainer Smith Rediscovery Award, der erneute Aufmerksamkeit auf das Werk zu Unrecht vergessener oder nicht angemessen gewürdigter Science-Fiction-Autoren lenken soll.

## Werke

### The Instrumentality of Mankind
Kurzgeschichten
- War No. 81-Q (1928)
  - Deutsch: Krieg Nr. 81-Q. In: Instrumentalität der Menschheit. 1982.
- Scanners Live in Vain (1950)
  - Deutsch: Seher leben vergeblich. Übersetzt von Rudolf Hermstein. In: Sternträumer. 1975. Auch als: Seher leben vergeblich. Übersetzt von Thomas Ziegler. In: Die besten Stories von Cordwainer Smith. 1980. Auch als: Checker sind passé. Übersetzt von Franziska Zinn. In: Robert Silverberg, Wolfgang Jeschke (Hrsg.): Titan 15. Heyne Science Fiction & Fantasy #3787, 1981, ISBN 3-453-30688-0. Auch als: Scanner leben vergebens. Übersetzt von Thomas Ziegler. In: Was aus den Menschen wurde. 2011.
- The Game of Rat and Dragon (1955)
  - Deutsch: Das Drachenspiel. In: Lothar Heinecke (Hrsg.): Galaxis Science Fiction, #15. Moewig, 1959. Auch als: Das Spiel „Ratte und Drache“. Übersetzt von Rudolf Hermstein. In: Sternträumer. 1975. Auch als: Das Spiel „Ratte und Drache“. Übersetzt von Thomas Ziegler. In: Hans Joachim Alpers, Werner Fuchs (Hrsg.): Die Fünfziger Jahre II. Hohenheim (Edition SF im Hohenheim Verlag), 1982, ISBN 3-8147-0019-8. Auch als: Das Spiel Ratte und Drache. Übersetzt von Thomas Ziegler. In: Die besten Stories von Cordwainer Smith. 1980. Auch in: Was aus den Menschen wurde. 2011. Auch als: Das Spiel ‚Ratte und Drache‘. Übersetzt von Michael K. Iwoleit. In: James Gunn (Hrsg.): Von Clement bis Dick. Heyne (Bibliothek der Science Fiction Literatur #95), 1990, ISBN 3-453-03911-4.
- Mark Elf (1957)
- Variant: Mark XI (1957)
  - Deutsch: Modell Elf. In: Instrumentalität der Menschheit. 1982.
- The Burning of the Brain (1958)
  - Deutsch: Das ausgebrannte Gehirn. Übersetzt von Rudolf Hermstein. In: Sternträumer. 1975. Auch als: Das brennende Gehirn. Übersetzt von Thomas Ziegler. In: Die besten Stories von Cordwainer Smith. 1980. Auch als: Das brennende Gehirn. In: Charles G. Waugh, Martin Harry Greenberg, Isaac Asimov (Hrsg.): Sternenschiffe (1). Ullstein Science Fiction & Fantasy #31144, 1987, ISBN 3-548-31144-X.
- No, No, Not Rogov! (1959)
  - Deutsch: Nein, nein, nicht Rogow!. In: Instrumentalität der Menschheit. 1982.
- Golden the Ship Was – Oh! Oh! Oh! (1959) with Genevieve Linebarger
  - Deutsch: Golden war das Schiff – Oh! Oh! Oh!. In: Die besten Stories von Cordwainer Smith. 1980. Auch als: Golden war das Schiff — oh so golden!. In: Was aus den Menschen wurde. 2011.
- When the People Fell (1959)
  - Deutsch: Wenn die Menschen fallen. In: Die besten Stories von Cordwainer Smith. 1982. Auch als: Als die Menschen fielen. In: Was aus den Menschen wurde. 2011.
- The Lady Who Sailed the Soul (1960, mit Genevieve Linebarger)
  - Deutsch: Die Frau, die in der Seele segelte. Übersetzt von Rudolf Hermstein. In: Sternträumer. 1975. Auch als: Die Lady, die mit der „Seele“ segelte. In: Die besten Stories von Cordwainer Smith. 1980. Auch als: Die Lady, die mit der Seele segelte. Übersetzt von Thomas Ziegler. In: Was aus den Menschen wurde. 2011.
- Alpha Ralpha Boulevard (1961)
  - Deutsch: Die Weissagung des Abba-Dingo. Übersetzt von Birgit Reß-Bohusch. In: H. W. Mommers, A. D. Krauß (Hrsg.): 9 Science Fiction-Stories. Heyne (Heyne-Anthologien #30), 1969. Auch als: Alpha Ralpha Boulevard. Übersetzt von Rudolf Hermstein. In: Sternträumer. 1975. Auch als: Alpha Ralpha Boulevard. Übersetzt von Thomas Ziegler. In: Die besten Stories von Cordwainer Smith. 1980.
- Mother Hitton’s Littul Kittons (1961)
  - Deutsch: Mutter Fettchens kleene Kettchens. Übersetzt von Helmuth W. Mommers. In: Helmuth W. Mommers, Arnulf D. Kraus (Hrsg.): 10 Science Fiction Kriminal-Stories. Heyne (Heyne-Anthologien #11), 1965. Auch als: Die klainen Katsen von Mutter Hudson. Übersetzt von Rudolf Hermstein. Herren im All. 1973. Auch als: Die klainen Katsen von Mutter Hudson. Übersetzt von Thomas Ziegler. In: Die besten Stories von Cordwainer Smith. 1980.
- A Planet Named Shayol (1961)
  - Deutsch: Ein Planet namens Schayol. Übersetzt von Rudolf Hermstein. In: Herren im All. 1973. Auch als: Ein Planet namens Shayol. Übersetzt von Thomas Ziegler. In: Die besten Stories von Cordwainer Smith. 1980. Auch als: Ein Planet namens Shayol. Übersetzt von Barbara Slawig. In: Alien Contact, Jahrbuch #4 2005. Shayol, 2006, ISBN 3-926126-55-8.
- From Gustible’s Planet (1962)
  - Deutsch: Von Gustibles Planeten. Übersetzt von Thomas Ziegler. In: Instrumentalität der Menschheit. 1982. Auch als: Gustibles Planet. Übersetzt von Thomas Ziegler. In: Was aus den Menschen wurde. 2011.
- The Ballad of Lost C’mell (1962)
  - Deutsch: Die Ballade von der verlorenen K’mell. Übersetzt von Rudolf Hermstein. Herren im All. 1973. Auch als: Die Ballade der verlorenen K’mell. Übersetzt von Uwe Anton. In: Ben Bova, Wolfgang Jeschke (Hrsg.): Titan 8. Heyne Science Fiction & Fantasy #3597, 1978, ISBN 3-453-30504-3. Auch als: Die Ballade von der verlorenen K’mell. Übersetzt von Thomas Ziegler. In: Die besten Stories von Cordwainer Smith. 1980.
- Think Blue, Count Two (1963)
  - Deutsch: Denk blau, zähl bis zwei. Übersetzt von Rudolf Hermstein. In: Sternträumer. 1975. Auch als: Denk blau, zähl bis zwei. Übersetzt von Thomas Ziegler. In: Instrumentalität der Menschheit. 1982.
- Drunkboat (1963)
  - Deutsch: Rauschboot. Übersetzt von Dagmar Türck-Wagner. In: Thomas Landfinder (Hrsg.): Liebe 2002. Bärmeier & Nikel, 1971. Auch als: Das trunkene Schiff. Übersetzt von Rudolf Hermstein. Herren im All. 1973. Auch als: Das trunkene Schiff. Übersetzt von Thomas Ziegler. In: Instrumentalität der Menschheit. 1982.
- The Crime and the Glory of Commander Suzdal (1964)
  - Deutsch: Verbrechen und Ruhm des Kommandanten Suzdal. Übersetzt von Rudolf Hermstein. In: Sternträumer. 1975. Auch als: Das Verbrechen des Commander Suzdal. In: Walter Spiegl (Hrsg.): Science-Fiction-Stories 46. Ullstein 2000 #87 (3118), 1975, ISBN 3-548-03118-8. Auch als: Verbrechen und Ruhm des Kommandanten Suzdal. Übersetzt von Thomas Ziegler. In: Die besten Stories von Cordwainer Smith. 1980. Auch als: Das Verbrechen und der Ruhm des Kommandanten Suzdal. Übersetzt von Heinz Nagel. In: Brian W. Aldiss, Wolfgang Jeschke (Hrsg.): Titan 19. Heyne Science Fiction & Fantasy #3949, 1983, ISBN 3-453-30879-4.
- The Dead Lady of Clown Town (1964)
  - Deutsch: Die tote Lady von Clowntown. Übersetzt von Rudolf Hermstein. Herren im All. 1973. Auch als: Die tote Lady von Clowntown. Übersetzt von Thomas Ziegler. In: Die besten Stories von Cordwainer Smith. 1980.
- Under Old Earth (1966)
  - Deutsch: Unter der alten Erde. Übersetzt von Rudolf Hermstein. In: Sternträumer. 1975. Auch als: Unter der alten Erde. Übersetzt von Thomas Ziegler. In: Die besten Stories von Cordwainer Smith. 1980.
- Down to a Sunless Sea (1975) with Genevieve Linebarger
  - Deutsch: Hinab in den sonnenlosen See. Übersetzt von Horst Pukallus. In: Manfred Kluge (Hrsg.): Cagliostros Spiegel. Heyne Science Fiction & Fantasy #3569, 1977, ISBN 3-453-30464-0. Auch als: Hinab zu einer sonnenlosen See. Übersetzt von Thomas Ziegler. In: Instrumentalität der Menschheit. 1982.
- The Queen of the Afternoon (1978)
  - Deutsch: Die Königin des Nachmittags. Übersetzt von Thomas Ziegler. In: Instrumentalität der Menschheit. 1982.
- The Colonel Came Back from the Nothing-at-All (1979)
  - Deutsch: Der Colonel kehrte aus dem Nimmernichts zurück. Übersetzt von Thomas Ziegler. In: Instrumentalität der Menschheit. 1982.
- Himself in Anachron (1993) with Genevieve Linebarger
  - Deutsch: Allein im Anachron. Übersetzt von Ulrich Thiele. In: Was aus den Menschen wurde. 2011.
- War No. 81-Q (1993, überarbeitete Fassung)
  - Deutsch: Krieg Nr. 81-Q. Übersetzt von Ulrich Thiele. In: Was aus den Menschen wurde. 2011.

Casher O’Neill (Kurzgeschichten)
- On the Gem Planet (1963)
  - Deutsch: Planet der Edelsteine. Übersetzt von Ulrich Thiele. In: Was aus den Menschen wurde. 2011.
- On the Storm Planet (1965)
  - Deutsch: Planet der Stürme. Übersetzt von Ulrich Thiele. In: Was aus den Menschen wurde. 2011.
- Three to a Given Star (1965)
  - Deutsch: Wanderer durch den Raum. Übersetzt von Ulrich Thiele. In: Was aus den Menschen wurde. 2011.
- On the Sand Planet (1965)
  - Deutsch: Planet des Sandes. Übersetzt von Ulrich Thiele. In: Was aus den Menschen wurde. 2011.
- Quest of the Three Worlds (1966, Sammlung)
  - Deutsch: Rückkehr nach Mizzer. Übersetzt von Thomas Ziegler. Droemer Knaur (Knaur Science Fiction & Fantasy #5733), 1981, ISBN 3-426-05733-6.

Rod McBan
- The Boy Who Bought Old Earth (1964, Kurzgeschichte)
- The Store of Heart’s Desire (1964, Kurzgeschichte)
- The Planet Buyer (1964, Roman)
  - Deutsch: Der Planetenkäufer. Droemer Knaur (Knaur Science Fiction & Fantasy #5720), 1979, ISBN 3-426-05720-4.
- The Underpeople (1968, Roman)
  - Deutsch: Die Untermenschen. Droemer Knaur (Knaur Science Fiction & Fantasy #5724), 1980, ISBN 3-426-05724-7.
- Norstrilia (1975, Roman; ursprünglich als ein Roman intendiert, wurde aufgrund der Länge aufgeteilt in The Planet Buyer und The Underpeople)

Sammlungen
- You Will Never Be the Same (1963)
- Space Lords (1965)
  - Deutsch: Herren im All. Übersetzt von Rudolf Hermstein. Insel (Phantastische Wirklichkeit: Science Fiction der Welt), 1973, ISBN 3-458-05860-5.
- Under Old Earth and Other Explorations (1970)
- The Best of Cordwainer Smith (1975)
  - Deutsch: Die besten Stories von Cordwainer Smith. Übersetzt von Thomas Ziegler. Moewig (Playboy Science Fiction #6708), 1980, ISBN 3-8118-6708-3.
- Variant: The Rediscovery of Man (1988)
- The Instrumentality of Mankind (1979)
  - Deutsch: Instrumentalität der Menschheit. Moewig Science Fiction #3579, 1982, ISBN 3-8118-3579-3.
- We the Underpeople (2006; enthält Norstrilia und fünf weitere Erzählungen)
- When the People Fell (2007)
- Scanners and Others (2010)

Deutsche Zusammenstellung:
- Was aus den Menschen wurde. Heyne (Meisterwerke der Science Fiction), 2011, ISBN 978-3-453-52806-2.

### Einzelveröffentlichungen
Romane
- Ria (1947, als Felix C. Forrest)
- Carola (1948, als Felix C. Forrest)
- Atomsk: A Novel of Suspense (1949, als Carmichael Smith)

Sammlungen
- Stardreamer (1971)
- Sternträumer [German] (1975)
- The Rediscovery of Man: The Complete Short Science Fiction of Cordwainer Smith (1993)

Kurzgeschichten
- Western Science Is so Wonderful (1958)
  - Deutsch: Westliche Wissenschaft ist so wundervoll. In: Instrumentalität der Menschheit. 1982.
- Nancy (1959)
- Variant: The Nancy Routine (1959)
  - Deutsch: Nancy. In: Instrumentalität der Menschheit. 1982.
- The Fife of Bodidharma (1959)
  - Deutsch: Bodidharmas Querpfeife. In: Instrumentalität der Menschheit. 1982.
- Angerhelm (1959)
  - Deutsch: Angerhelm. Übersetzt von Joachim Pente. In: Frederik Pohl, Wolfgang Jeschke (Hrsg.): Titan 5. Heyne Science Fiction & Fantasy #3546, 1977, ISBN 3-453-30440-3. Auch als: Angerhelm. Übersetzt von Thomas Ziegler. In: Instrumentalität der Menschheit. 1982.
- The Good Friends (1963)
  - Deutsch: Die guten Freunde. 1982.
- The Archer from the Deep (1987)
- The Cravat of the Brilliant Stars (1987)
- The Saga of the Third Sister (1987)

Sachliteratur (als Paul Linebarger)
- The Political Doctrines of Sun-Yat-Sen: An Exposition of the San Min Chu I (1937)
- Government in Republican China (1938, mit Fritz Morstein Marx)
- The China of Chiang K’ai-shek: A Political Study (1941)
- Psychological Warfare (1948)
  - Deutsch: Schlachten ohne Tote. Übersetzt von A. J. C. Middleton und P. H. G. Röhl. Mittler, Berlin & Frankfurt 1960.
- Far Eastern Government and Politics: China and Japan (1954, mit Ardath W. Burks und Chu Djang; 2. Aufl. 1956)
- Essays on Military Psychological Operations (1965)